# Borislav Stefanović
Borislav Stefanović (en serbe cyrillique : Борислав Стефановић), né le 5 février 1974 à Novi Sad, est un homme politique serbe, membre du Parti de la liberté et de la justice (SSP).

## Parcours
Borislav Stefanović naît le 5 février 1974 à Novi Sad. En 1993, il termine ses études secondaires dans la filière juridique du lycée de Sremski Karlovci puis sort diplômé de la faculté de droit de l'université de Novi Sad en 1999.
De 1999 à 2002, il travaille pour le cabinet d'avocats de Fedora Kolesar à Novi Sad puis, à partir de 2002, au ministère des Affaires étrangères de la république fédérale de Yougoslavie (SRJ) et, à partir de 2003, à la Direction de l'analyse et de la planification de ce ministère.
De 2003 à 2006, Borislav Stefanović est secrétaire pour les relations avec le Congrès américain à l'ambassade de Serbie-et-Monténégro à Washington et, en 2006-2007, il est promu au grade de ministre-conseiller, d'ambassadeur adjoint et de chef du département politique de l'ambassade.
À partir de 2007, il est chef de cabinet du ministre des Affaires étrangères et directeur politique de ce ministère. En 2011, il est nommé à la tête de la délégation serbe dans le cadre des négociations avec Pristina,.
Sur le plan politique, Borislav Stefanović devient membre du Parti démocratique (DS) de Boris Tadić en 2003.
Lors des élections législatives du 6 mai 2012, il figure sur la liste de la coalition Un choix pour une vie meilleure, soutenue par Tadić, le président sortant. La coalition recueille 863 294 voix, soit 22,06 % des suffrages, ce qui lui vaut 67 sièges à l'Assemblée nationale de la république de Serbie ; Borislav Stefanović est élu député et devient président du groupe parlementaire du DS,.
À l'Assemblée, en plus de cette fonction, il participe aux travaux de la Commission des affaires étrangères et de la Commission du Kosovo et de la Métochie.
Ne partageant plus l'orientation idéologique du Parti démocrate, qu'il juge trop à droite, il fonde en 2015 le parti La gauche de Serbie.
Il est agressé à coups de barre de fer le 23 novembre 2018. Son agression entraine des manifestations contre le régime autoritaire de Aleksandar Vučić.

## Vie privée
Borislav Stefanović est père d'un enfant. Il parle anglais et espagnol.